# Breviatria multiprostatus
Breviatria multiprostatus är en ringmaskart som först beskrevs av Brinkhurst 1971.  Breviatria multiprostatus ingår i släktet Breviatria och familjen glattmaskar. Inga underarter finns listade i Catalogue of Life.